# Selección femenina de rugby league de Gran Bretaña
La selección femenina de rugby league de Reino Unido, también conocido como Great Britain Lionesses, representa a Reino Unido en la liga femenina de rugby . Son administrados por la Rugby Football League. Las Leonas de Gran Bretaña han quedado en tercer lugar en todas las Copas Mundiales Femeninas de Rugby League en las que han competido. En 2006, la RFL anunció que después del All Golds Tour 2007, el equipo de Gran Bretaña dejaría de competir de forma regular y que los jugadores podrían representar a Inglaterra, Gales y Escocia.a nivel de prueba. Está previsto que el equipo de Gran Bretaña se reúna en el futuro solo para giras ocasionales, al igual que los Leones de Gran Bretaña.

## Resultados
La siguiente lista está incompleta, faltan partidos contra Francia.
| Fecha                    | Oponente      | Marcador | Torneo             |
| ------------------------ | ------------- | -------- | ------------------ |
| 21 de julio de 1996      | Australia     | 14-16    | Serie de 3 pruebas |
| 28 de julio de 1996      | Australia     | 18-12    | Serie de 3 pruebas |
| 3 de agosto de 1996      | Australia     | 20-18    | Serie de 3 pruebas |
| 23 de agosto de 1998     | Nueva Zelanda | 6-28     | Serie de 3 pruebas |
| 29 de agosto de 1998     | Nueva Zelanda | 0–44     | Serie de 3 pruebas |
| 4 de septiembre de 1998  | Nueva Zelanda | 2-34     | Serie de 3 pruebas |
| 7 de noviembre de 2000   | Nueva Zelanda | 12-22    | 2000 WRLWC         |
| 14 de noviembre de 2000  | Australia     | 14-10    | 2000 WRLWC         |
| 18 de noviembre de 2000  | Australia     | ganado   | 2000 WRLWC         |
| 24 de noviembre de 2000  | Nueva Zelanda | 4-26     | 2000 WRLWC         |
| 14 de julio de 2002      | Australia     | 26-16    | Serie de 3 pruebas |
| 20 de julio de 2002      | Australia     | 10-14    | Serie de 3 pruebas |
| 27 de julio de 2002      | Australia     | 5-14     | Serie de 3 pruebas |
| 28 de septiembre de 2003 | Samoa         | 28-12    | 2003 WRLWC         |
| 2 de octubre de 2003     | Tonga         | 54-0     | 2003 WRLWC         |
| 4 de octubre de 2003     | Maorí         | 8-10     | 2003 WRLWC         |
| 6 de octubre de 2003     | Islas Cook    | 20-20    | 2003 WRLWC         |
| 10 de octubre de 2003    | Nueva Zelanda | 0–38     | 2003 WRLWC         |

Desde mediados de la década de 2000, los jugadores ingleses han competido internacionalmente como Inglaterra.

## Historia

### 1996: Tour por Australia
Las Leonas de Gran Bretaña viajaron por Australia por primera vez en 1996. El equipo fue capitaneado por Lisa McIntosh, con Brenda Dobek como vice-capitana. Ian Harris (Hull) fue entrenador en jefe con Jackie Sheldon como entrenador asistente. Nikki Carter (Hull Vixens) fue gerente de gira. Paula Clark (York) era la fisioterapeuta del equipo de gira.
Gran Bretaña perdió el Test Match inaugural contra Australia, pero ganó los dos Test Matches posteriores para reclamar una victoria en la serie dos-uno.
| Fecha               | Oponente                     | Marcador |
| ------------------- | ---------------------------- | -------- |
| 16 de julio de 1996 | Sydney Select XIII           | 86-0     |
| 18 de julio de 1996 | Australian Capital Territory |          |
| 21 de julio de 1996 | Australia                    | 14-16    |
| 24 de julio de 1996 | Queensland XIII              | 22-8     |
| 28 de julio de 1996 | Australia                    | 18-12    |
| 31 de julio de 1996 | Presidents XIII              | 30-0     |
| 3 de agosto de 1996 | Australia                    | 20-18    |

El grupo de juego estaba formado por la capitana Lisa McIntosh (Dudley Hill, equipo número 13), la vicecapitana Brenda Dobek (Wakefield Panthers, equipo número 6) y los siguientes: 16. Jill Adams (Redhill), 17. Jane Banks (Wigan St Patricks) ), 1. Sharon Birkenhead (Redhill), 4. Karen Burrows (Redhill), 5. Wendy Charnley (Rochdale), 20. Julie Cronin (York), 22. Lucy Ferguson (Wakefield Panthers), 7. Mandy Green (Dudley Hill ), 18. Nicki Harrison (Dudley Hill), 21. Joanne Hewson (Askam), 15. Lisa Hunter (Hull), 23. Allison Kitchin (Barrow), 3. Liz Kitchin (Barrow), 9. Michelle Land (Wakefield Panthers ), 25. Sally Milburn (Askam), 8. Donna Parker (Hull Vixens), 2. Chantel Patricks (Dudley Hill), 24. Samantha Pearson (Dudley Hill), 26. Joanne Roberts (Wakefield Panthers), 11. Lucia Scott (Rochdale), 14. Vicky Studd (Dudley Hill), 19. Paula Tunnicliffe (Rochdale),12. Sandra Wade (Barrow) y 1. Joanna Will (Wakefield Panthers).

### 1998: Tour por Nueva Zelanda
| Fecha                   | Oponente               | Marcador |
| ----------------------- | ---------------------- | -------- |
| 16 de agosto de 1998    | Maorí de Nueva Zelanda | 32–4     |
| 19 de agosto de 1998    | Auckland               | 20-18    |
| 23 de agosto de 1998    | Nueva Zelanda          | 6-28     |
| 26 de agosto de 1998    | Canterbury             | 20-0     |
| 29 de agosto de 1998    | Nueva Zelanda          | 0–44     |
| 4 de septiembre de 1998 | Nueva Zelanda          | 2-34     |

### 2002: Tour por Australia
En 2002, Great Britain Lionesses realizó una gira por Australia con el patrocinio de Munchies.
| Fecha               | Oponente             | Marcador |
| ------------------- | -------------------- | -------- |
| 14 de julio de 2002 | Australian Jillaroos | 26-16    |
| 17 de julio de 2002 | Queensland           |          |
| 20 de julio de 2002 | Australian Jillaroos | 10-14    |
| 23 de julio de 2002 | Canberra             | 72-0     |
| 27 de julio de 2002 | Australian Jillaroos | 5-14     |

El grupo de juego, capitaneado por Lisa McIntosh (Bradford Thunderbirds), estaba formado por Samantha Bailey (Sheffield), Jane Banks (Bradford), Nicola Benstead (Hull Dockers), Teresa Bruce (Bradford Thunderbirds), Sue Cochrane (Wakefield Panthers), Brenda Dobek (Wakefield Panthers), Becky Jones (Hillside Hawks), Alexandra Knight (Keighley), Michelle Land (Wakefield Panthers), Paula McCourt (Wakefield Panthers), Sally Millburn (Barrow), Nikki O'Donnell (Hull Dockers), Natalie Parsons ( Bradford Thunderbirds), Chantel Patrick (Bradford Thunderbirds), Nicholette Postlethwaite (Wigan Ladies), Donna Prime (Hull Dockers), Debbie Rice (Hull Dockers), Kirsty Robinson (Bradford Thunderbirds), Amy Robinson (Hull Dockers), Nicola Simpson (Milford) Storm), Rebecca Stevens (Sheffield), Danni Titterington (Wakefield Panthers),Gemma Walsh (Wakefield Panthers) y Rachael Wilson (Wakefield Panthers).
El equipo fue dirigido por Jackie Sheldon, con John Mitchell (Bradford Thunderbirds) y Dylan Reynard (Milford) como asistentes de entrenadores. La fiesta de gira estuvo a cargo de Roland Davis y Andrew McDonald (Keighley). Elaine Kirton (Whitehaven) estaba de gira como fisioterapeuta.

### 2010 en adelante
Una gira de las Leonas de Gran Bretaña en Australasia en 2015 fue aprobada por el RLIF , sin embargo, no se llevó a cabo. Durante la década, los equipos femeninos de Inglaterra visitaron Francia para partidos fuera de casa, viajaron a Australia para la Copa del Mundo de 2017 y en 2019 realizaron una gira por Papúa Nueva Guinea y participaron en una competencia internacional de nueve equipos.